# Golf Disneyland
Golf Disneyland is de voormalige naam van een golfbaan welke eigendom is van Disneyland Paris te Marne-la-Vallée in Frankrijk en tot eind 2021 ook door Disney beheerd werd. Vanaf 1 januari 2022 is het beheer van de golfbaan overgenomen door Open Golf Club en UGOLF onder de naam Paris Val d’Europe Golf Course.
De baan ligt in het zuidoosten van het resort, aan de ringweg. De baan werd geopend in 1992, samen met de opening van het Disneyland Resort.
Het ontwerp van de baan was in handen van Ronald Fream. Het oorspronkelijke ontwerp bestond uit 18 holes. Al in 1993 werd dit uitgebreid naar 27 holes (3 banen met 9 holes, categorieën: rood, blauw en wit). Deze 27 holes liggen verspreid over een oppervlakte van 91 ha. Daarnaast is er nog een oefenzone en een clubhouse, waar ook alle drie de banen beginnen en eindigen. 
Tot de overname van het beheer waren het restaurant, Clubhouse Grill, en de golfshop, Goofy's Pro Shop, uitgevoerd in Disney-thema. 